# Комплексиметрия
Комплексиметрия (хелатометрия, комплексометрия) — методы количественного титриметрического анализа, основанные на различных реакциях образования комплексных соединений.
Среди реакций с участием неорганических лигандов в титриметрии применяют реакции образования галогенидов ртути (II), фторидов алюминия, циркония, тория и цианидов некоторых тяжелых металлов (никель, кобальт, цинк). На образовании этих комплексов основаны методы меркуриметрии, фторидометрии и цианидометрии. Монодентатные неорганические и органические лиганды редко применяются в комплексометрии, так как ступенчатые константы устойчивости соответствующих комплексов мало различаются между собой, следовательно, концентрация ионов металла при увеличении количества добавленного лиганда изменяется постепенно и кривая титрования не имеет скачка. Напротив, соотношение ступенчатых констант устойчивости комплексов с полидентатными лигандами становится уже больше, а поэтому такие реагенты находят широкое применение в титриметрическом методе анализа. Титрование с использованием комплексонов (полидентатных органических реагентов) называют комплексонометрией.